# Снепеле
Снепеле (латыш. Snēpele) — населённый пункт в Кулдигском крае Латвии. Административный центр Снепельской волости. Расстояние до города Кулдига составляет около 15 км. По данным на 2017 год, в населённом пункте проживало 289 человек. Есть волостная администрация, средняя школа, дом культуры, библиотека, врач, магазин, лютеранская и баптистская церкви. Комплекс поместья Снепеле является объектом культурного наследия.

## История
Ранее село являлось центром поместья Снепеле.
В советское время населённый пункт был центром Снепелского сельсовета Кулдигского района. В селе располагалась центральная усадьба колхоза «Снепеле».